# Il pannello
Il pannello è un racconto di Erri De Luca scritto nel 1994, che fa parte della raccolta In alto a sinistra.

## Trama
Il racconto si svolge all'interno della classe maschile II B del liceo classico Umberto I di Napoli, nell'anno scolastico 1966/67.
Alcuni ragazzi smontano il pannello della cattedra per guardare con malizia le gambe della bella supplente. La professoressa, umiliata, lascia la classe. Informato dell'accaduto il preside entra in aula ed esige di sapere i nomi dei responsabili. Davanti al loro silenzio il preside minaccia di sospendere tutti gli alunni, assenti compresi. I ragazzi, nonostante le minacce e le vessazioni dei professori, continuano a non denunciare i colpevoli, creando così per la prima volta nella loro esperienza scolastica un sentimento di solidarietà e coesione nel gruppo.
Nei giorni seguenti il prof. La Magna, insegnante di latino e greco, tiene una lezione sulle differenze tra omertà e solidarietà per far riflettere gli alunni sull'accaduto.
Questa lezione riesce a responsabilizzare gli studenti che, pur senza denunciare i colpevoli, si scusano in modo collettivo verso la supplente. Le scuse vengono accettate, nonostante l'insoddisfazione di alcuni insegnanti. Alla fine dell'anno la maggior parte degli alunni viene promossa, compresi i responsabili dell'accaduto.
Il racconto si conclude con il decesso del professor La Magna pochi mesi prima del loro esame di maturità.